# Enrico Ruffa
Enrico Ruffa (fl. XX secolo) è stato un calciatore italiano, di ruolo attaccante.